# Amadeus (obra de teatro)
Amadeus es una obra de teatro escrita por el dramaturgo inglés Peter Shaffer, vagamente basada en la vida de los compositores Antonio Salieri y Wolfgang Amadeus Mozart. La obra fue inspirada por Mozart y Salieri, una obra corta de Aleksandr Pushkin que posteriormente fue adaptada en la ópera del mismo nombre de Nikolái Rimski-Kórsakov. Shaffer escribió el guion para la adaptación cinematográfica de la obra en 1984.

## Resumen del argumento
Al inicio de la obra, Salieri es un hombre viejo, cuya fama ha desaparecido y está convencido de que él envenenó a Mozart. Hablando directamente a la audiencia, promete explicar cómo lo hizo. La narración regresa al siglo XVIII, cuando Salieri todavía no había conocido personalmente a Mozart, pero había oído sobre él y su música. Salieri admira las composiciones de Mozart y está emocionado por conocerlo durante un salón literario en el que se tocaran algunas de sus obras. Sin embargo, cuando ve a Mozart finalmente, Salieri queda decepcionado ya que la personalidad de Mozart no concuerda con la grandeza de sus piezas. La primera vez que ve a Mozart, este se arrastra por el suelo jugando con su futura esposa, Constanze Weber.
Salieri, que ha sido un católico devoto durante toda su vida, no puede creer que Dios haya elegido a Mozart y no a él para un don tan grande, por lo que renuncia a su religión y decide hacer todo lo que esté en su poder para destruir a Mozart.
Durante el resto de la obra, Salieri se hace pasar por amigo de Mozart mientras se esfuerza para destruir la reputación del compositor y evitar el éxito de sus piezas. En muchas ocasiones sólo la intervención del Emperador José permite que Mozart siga adelante con sus planes. Salieri también humilla a Constanze cuando le pide ayuda para su marido y esparce rumores sobre la persona de Mozart en la corte del Emperador. 
La obra termina con Salieri tratando de suicidarse en un último intento para lograr la fama, dejando una carta confesando falsamente que envenenó a Mozart con arsénico. Sin embargo, Salieri sobrevive y nadie cree su confesión, dejándolo nuevamente en la mediocridad.

## Antecedentes y producción

### Precisión histórica
Shaffer usó una licencia artística para narrar la vida de Mozart y Salieri. Los testimonios sugieren que, aunque pudo haber habido antipatía entre los dos compositores, es imposible que Salieri haya sido el causante de la muerte de Mozart. Mientras que históricamente pudo haber una rivalidad entre Mozart y Salieri, también hay pruebas de una relación marcada por un respeto mutuo. Por ejemplo, Salieri fue tutor de Franz Xaver Wolfgang Mozart, el hijo de Mozart.

### Producciones notables
Amadeus fue estrenada en el Royal National Theatre de Londres en 1979. Fue dirigida por Peter Hall y protagonizada por  Paul Scofield como Salieri, Simon Callow como Mozart y Felicity Kendal como Constanze. Posteriormente, la producción se trasladaría a West End con Frank Finlay como Salieri.
La obra fue estrenada en Broadway en 1980 con Ian McKellen como Salieri, Tim Curry como Mozart y Jane Seymour como Constanze. La producción permaneció en cartelera durante 1.181 presentaciones y fue nominada a 7 Premios Tony, ganando cinco de ellos (incluyendo el de mejor actor para McKellen).

## Adaptación cinematográfica
La adaptación cinematográfica de la obra, dirigida por Miloš Forman, ganó el Óscar a la mejor película en 1984. El guion de Shaffer ganó el Óscar al mejor guion adaptado. La película fue protagonizada por F. Murray Abraham como Salieri (ganador del Óscar al mejor actor), Tom Hulce como Mozart y Elizabeth Berridge como Constanze.